# Грб општине Алибунар
Општина Алибунар користи псеудохералдички амблем у облику штита. У горњем делу је текст: Алибунар исписан ћирилицом. Централни део заузимају три ћелије саћа, кружно кристали, а доњи део грба заузима класје. Боја грба је тамноцрвена и златножута.